# Frederick T. Frelinghuysen

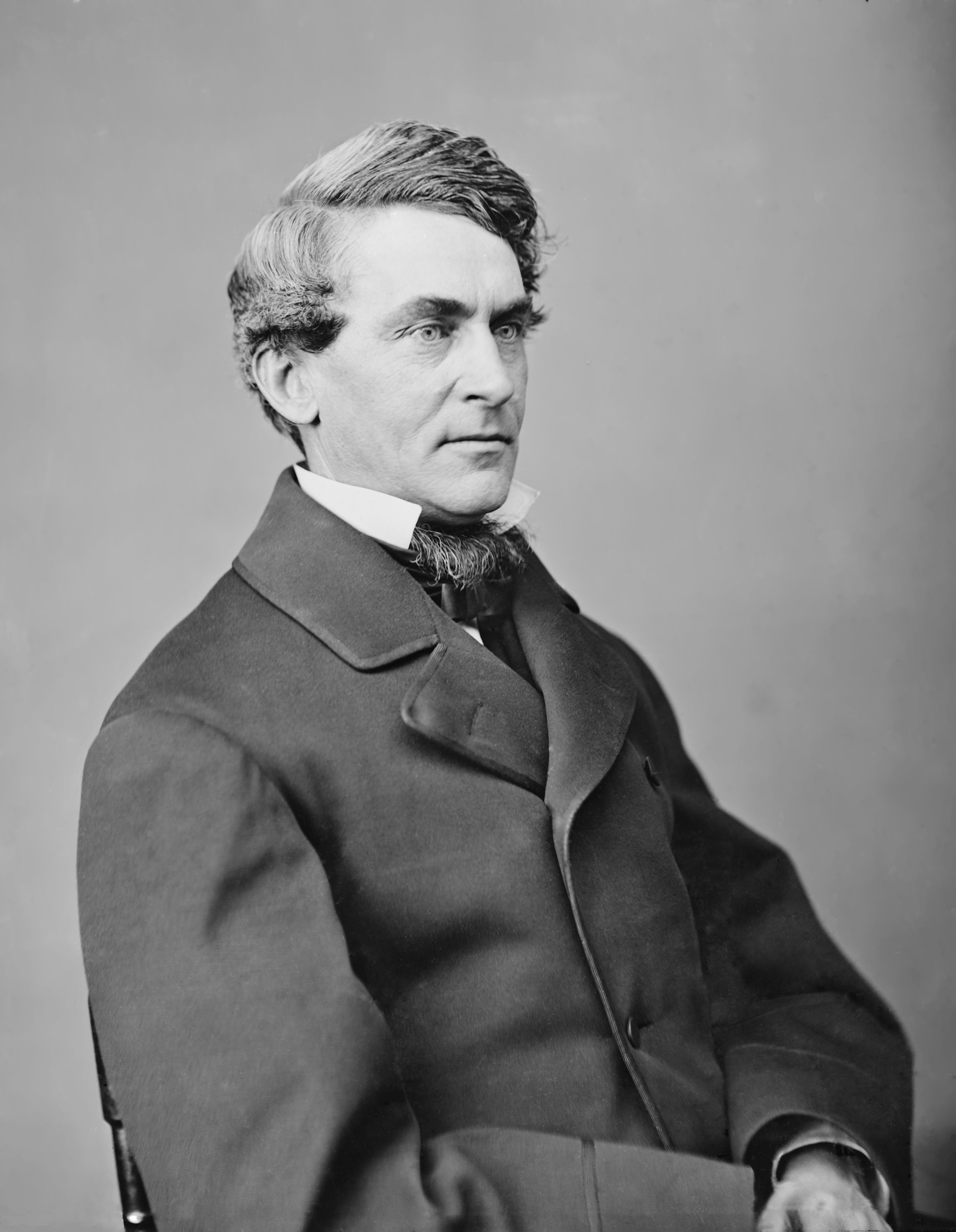
Frederick T. Frelinghuysen

Frederick Theodore Frelinghuysen (* 4. August 1817 in Millstone, New Jersey; † 20. Mai 1885 in Newark, New Jersey) war ein US-amerikanischer Jurist und Politiker (Republikanische Partei). Er amtierte als Außenminister der Vereinigten Staaten unter Präsident Chester A. Arthur und war Mitglied des US-Senats für seinen Heimatstaat.

## Leben
Frederick T. Frelinghuysen wurde als Sohn von Frederick Frelinghuysen und Mary Dumont geboren. Sein Vater starb, als der Junge drei Jahre alt war. Er wurde dann von seinem Onkel Theodore Frelinghuysen adoptiert. Sein Großvater Frederick Frelinghuysen war Rechtsanwalt, Begründer der Verfassung des Staates New Jersey, ein Soldat in der amerikanischen Armee und zweimaliges Mitglied des Kontinentalkongresses für New Jersey.
Frelinghuysen machte seinen Studienabschluss an der Rutgers University und studierte bei seinem Onkel Rechtswissenschaften in Newark, in dessen Kanzlei er 1839 eintrat, nachdem er von der Anwaltskammer zugelassen worden war. Er wurde dann Anwalt für die Eisenbahnlinie Central Railroad of New Jersey und andere Gesellschaften.
Frelinghuysen war zwischen 1861 und 1867 Attorney General (Justizminister) im Staat New Jersey. Danach zog er als Nachfolger des verstorbenen William Wright erstmals in den Senat der Vereinigten Staaten ein, dem er bis zum 3. März 1869 angehörte; beim Wiederwahlversuch scheiterte er am Demokraten John P. Stockton. 1870 wurde er von Präsident Ulysses S. Grant zum Botschafter der Vereinigten Staaten im Vereinigten Königreich berufen, wobei er John Lothrop Motley nachfolgen sollte, doch lehnte er diese Ernennung ab. Zwischen 1871 und 1877 wurde er wieder Mitglied des US-Senats, wo er sich bei Redebeiträgen und in der Arbeit der Ausschüsse hervortat. Frelinghuysen war entschiedener Gegner der Rekonstruktionsmaßnahmen des Präsidenten Andrew Johnson. In dessen Amtsenthebungsverfahren stimmte er bei den meisten Anklagepunkten für „schuldig“.
Am 12. Dezember 1881 berief Präsident Arthur ihn als Außenminister in sein Kabinett, wobei er James G. Blaine nachfolgte. Mit der Amtseinführung von Präsident Grover Cleveland 1885 endete Frelinghuysens Amtszeit.
Nachdem seine Gesundheit durch ständige Arbeit gelitten hatte, starb Frederick T. Frelinghuysen nur drei Monate nach seinem Rücktritt am 20. Mai 1885 in seinem Haus in Newark. Er liegt auf dem Friedhof Mount Pleasant in Newark begraben.